# Congonhas
Congonhas (Congonhas do Campo) là một thành phố lịch sử thuộc bang Minas Gerais, Brasil. Nó có diện tích 305,579 km², dân số năm 2007 là 48066 người, mật độ 149,3 người/km².. Nó nằm về phía Nam của thành phố Belo Horizonte, thủ phủ của tiểu bang Minas Gerais khoảng 90 km (56 dặm)
Thành phố này đáng chú ý bởi nhà thờ của thành phố - Bom Jesus do Matosinhos với các tác phẩm điêu khắc liên quan đến nhà thám hiểm người Bồ Đào Nha Feliciano Mendes thế kỷ 18. Nó được tạo ra bởi Aleijadinho, một trong những nghệ sĩ bậc thầy về phong cách baroque trên thế giới. Mười hai tác phẩm điêu khắc của các tiên tri Cựu Ước xung quanh sân thượng được coi là những tuyệt tác.
Năm 1985, UNESCO đưa nhà thờ này vào danh sách Di sản thế giới.